# Pentiujov
Pentiujov (del ruso: Пентюхов) es un jútor del raión de Shovgenovski en la república de Adiguesia de Rusia. Está situado 23 km al suroeste de Jakurinojabl y 40 km al norte de Maikop, la capital de la república. Tenía 114 habitantes en 2010.
Pertenece al municipio Dukmasovskoye.